# 箭盘山街道
箭盘山街道，是中华人民共和国广西壮族自治区柳州市鱼峰区下辖的一个乡镇级行政单位。

## 行政区划
箭盘山街道下辖以下地区：
惠龙社区、东环社区、屏东社区、云屏社区、箭盘社区、窑埠社区、东化社区、丽都社区和金盛社区。